# Нейтральний провідник

Нейтральний провід за стандартами Європи, колишнього СРСР, тощо

Нейтральний провідник (N-провідник, англ. neutral conductor) — провідник в електроустановках напругою до 1 кВ, електрично з'єднаний з нейтральною точкою джерела живлення, що використовується для передачі і розподілення електричної енергії..

## Ідентифікація допомогою кольорів і буквено-цифрових позначень
Буквено-цифрова ідентифікація нейтрального провідника повинна бути «N», забарвлення шин та проводів нейтралі в країнах Європи та колишнього СРСР ідентифікується синім кольором.